# Єлютін В'ячеслав Петрович
В'ячеслав Петрович Єлютін (нар. 11 березня 1907, місто Саратов, тепер Саратовської області, Російська Федерація — 5 лютого 1993, місто Москва) — радянський державний діяч, вчений, міністр вищої і середньої спеціальної освіти СРСР, директор Московського інституту сталі. Кандидат у члени ЦК КПРС у 1956—1961 роках. Член ЦК КПРС у 1961—1986 роках. Депутат Верховної Ради СРСР 6—11-го скликань. Доктор технічних наук, професор (1947). Член-кореспондент Академії наук СРСР (з 1962).

## Життєпис
Народився в родині службовця. 
Член ВКП(б) з 1929 року.
У 1930 році закінчив Московський інститут сталі імені Сталіна.
У 1930—1933 роках — аспірант, у 1933—1935 роках — в.о. доцента Московського інституту сталі імені Сталіна. Одночасно з 1931 року працював на Челябінському феросплавному заводі, на чолі групи інженерів розробляв технологію виплавки ферохрому.
У 1935—1937 роках — декан факультету, в 1937—1941 роках — заступник директора з наукової і навчальної роботи Промислової академії імені Сталіна в Москві.
У липні — грудні 1941 року — курсант Ленінградського артилерійсько-технічного училища РСЧА. У 1941—1943 роках — артилерійський технік, помічник військового представника мінометного управління Головного артилерійського управління РСЧА із військового приймання.
У 1943—1945 роках — доцент Московського інституту сталі імені Сталіна.
У 1945—1951 роках — директор Московського інституту сталі імені Сталіна.
У 1951—1953 роках — заступник міністра вищої освіти СРСР. У 1952—1985 роках — член Комітету з присудження Ленінських і Державних премій.
9 березня 1954 — 22 червня 1959 року — міністр вищої освіти СРСР.
22 червня 1959 — 16 липня 1985 року — міністр вищої і середньої спеціальної освіти СРСР.
Автор наукових праць з феросплавів, тугоплавких і високотемпературних матеріалів.
З липня 1985 року — персональний пенсіонер союзного значення в Москві.
Помер 5 лютого 1993 року. Похований в Москві на Донському цвинтарі.

## Основні праці
- Виробництво феросплавів / В. П. Єлютін, Ю. А. Павлов, Б. Є. Левін, Е. М. Алексєєв. 2-е вид. М.: Державне науково-техн. вид-во літератури по чорній і кольоровій металургії, 1957.
- Єютін В. П. Вища школа країни соціалізму. М., 1959.
- Єлютін В. П. Розвиток вищої школи в СРСР. М., 1971.
- Єлютін В. П., Павлов Ю. А. Високотемпературні матеріали. У 2-х т. М .: Металургія, 1972.
- Взаємодія оксидів металів з вуглецем / В. П. Єлютін, Ю. А. Павлов, В. П. Поляков, С. Б. Шеболдаєв. - М .: Металургія, 1976.
- Єлютін В. П. Вища школа суспільства розвиненого соціалізму. М.: Вища школа, 1980.

## Нагороди
- чотири ордени Леніна
- орден Жовтневої Революції
- орден Трудового Червоного Прапора
- два ордени «Знак Пошани»
- медалі
- Сталінська премія ІІ ст. (1952) — за підручник «Виробництво феросплавів» (1951).